# Кливер (боевой модуль)
Кливер (ТКБ-799) — российский одноместный боевой модуль с ракетно-пушечным вооружением, разработанный тульским предприятием КБП. Модуль создан с целью модернизации боевых машин пехоты с устаревшим вооружением, а также для размещения на мобильных, стационарных и надводных носителях. Впервые продемонстрирован публике в 1996 году. «Кливер» можно устанавливать вместо башни не только на БМП, но и на любое подходящее по грузоподъёмности шасси или катер.
Представляет собой башню с установкой для четырёх противотанковых управляемых ракет «Корнет», 30-мм пушкой 2А72, пулемётом ПКТМ и автоматизированной всесуточной системой управления огнём (АСУО). Ракеты оснащены системой наведения, автоматически удерживающей их на линии прицеливания после спуска. Наведение осуществляется по лазерному лучу. АСУО позволяет вести стрельбу по воздушным целям за счёт реализации алгоритма зенитной стрельбы в баллистическом вычислителе, стрельбу всеми видами вооружения с места, в движении, на плаву, по наземным и надводным целям, обнаружение и распознавание целей днём и ночью.
Боекомплект пушки состоит из 300 боеприпасов. БК пулемёта 2000 патронов.